# 特利亞
10°12′28″S 36°53′02″W / 10.20778°S 36.88389°W
特利亞（葡萄牙語：Telha），是巴西的城鎮，位於該國東北部，由塞爾希培州負責管轄，始建於1964年1月20日，面積49平方公里，海拔高度23米，2010年人口2,957，人口密度每平方公里59.8人。